# Charles Backsman
Charles Backsman – francuski zapaśnik walczący w stylu wolnym. Olimpijczyk z Antwerpii 1920, gdzie zajął siedemnaste miejsce w wadze średniej.

## Letnie Igrzyska Olimpijskie 1920
| Konkurencja      | Rundy eliminacyjne     | Klas. końcowa |
| Konkurencja      | 1/16                   | Miejsce       |
| ---------------- | ---------------------- | ------------- |
| 75 kg styl wolny | Väinö Penttala (FIN) P | 17.           |